# Burtita
La burtita és un mineral de la classe dels òxids que pertany al grup de la schoenfliesita. Va ser anomenada en honor de Donald McLain Burt, autoritat en el camp de l'equilibri mineral en dipòsits de skarn i greisen que va predir l'existència del mineral.

## Característiques
La burtita és un hidròxid de calci i estany de fórmula química CaSn(OH)₆. Cristal·litza en el sistema isomètric en forma de pseudo-octaedres, de fins a 2 mm. La seva duresa a l'escala de Mohs és 3.
Segons la classificació de Nickel-Strunz, la burtita pertany a «04.FC: Hidròxids (sense V o U), amb OH, sense H₂O; octaedres que comparteixen angles» juntament amb els següents minerals: bernalita, dzhalindita, söhngeïta, mushistonita, natanita, schoenfliesita, vismirnovita, wickmanita, jeanbandyita, mopungita, stottita, tetrawickmanita, ferronigerita-2N1S, magnesionigerita-6N6S, magnesionigerita-2N1S, ferronigerita-6N6S, zinconigerita-2N1S, zinconigerita-6N6S, magnesiotaaffeïta-6N'3S i magnesiotaaffeïa-2N'2S.

## Formació i jaciments
La burtita es forma sota condicions de temperatura relativament baixes i baixa pressió parcial de CO₂ en skarn amb contingut d'estany. Va ser descoberta al riu Beht, a El Hammam, a Meknès (Meknès-Tafilalet, Marroc). També ha estat descrita a una mina propera al lloc on es va descobrir i al dipòsit d'estany Verkhnee, al camp de minerals de Karadubsky (Krai de Primórie, Rússia).
Sol trobar-se associada a altres minerals com: wickmanita, stokesita, datolita, pectolita, andradita, wol·lastonita, malayaïta, clinopiroxè i lollingita.